# Cantone di Quesnoy-sur-Deûle
Il Cantone di Quesnoy-sur-Deûle era una divisione amministrativa dell'arrondissement di Lilla.
È stato soppresso a seguito della riforma complessiva dei cantoni del 2014, che è entrata in vigore con le elezioni dipartimentali del 2015.
Comprendeva i comuni di:
- Comines
- Deûlémont
- Lompret
- Pérenchies
- Quesnoy-sur-Deûle
- Verlinghem
- Warneton
- Wervicq-Sud